# Nørre Vedby
Nørre Vedby er en landsby på det nordlige Falster med 133 indbyggere.[kilde mangler] Den ligger lige ved Falsters højeste punkt Møllebanken, omkring seks kilometer fra Nørre Alslev og 12 kilometer fra Vordingborg i Guldborgsund Kommune, Region Sjælland.
Nørre Vedby Kirke ligger sydvest for byen i Nørre Vedby sogn, Falster Provsti i Lolland-Falsters Stift.

## Historie
Nørre Vedby nævnes første gang i Kong Valdemars Jordebog fra 1231 som Withbu og i den såkaldte "Falsterliste" som Withbu nørræ.
Nørre Vedby er en stærkt reguleret gadeby. Gårdene ligger side om side med lange smalle parceller af omtrent ens bredde og længde på begge sider af landsbygaden, kun afbrudt af pladsen for gadekæret. Arkæologiske undersøgelser peger på, at landsbyen er flyttet til sin nuværende beliggenhed fra en tidligere beliggenhed ved Nørre Vedby kirke ca. 2,5 km borte omkring år 1300 og ved denne lejlighed fik sin regulerede form. Desuden ser det ud til, at der ved samme lejlighed er indført solskifte.
I 1682 bestod landsbyen af 32 gårde, 18 huse med jord og 9 huse uden jord. Det samlede dyrkede areal udgjorde 870,5 tønder land skyldsat til 198,62 tønder hartkorn. Dyrkningsformen var trevangsbrug. Byen fik 8 hektar fritidsland (Sprydager Overdrev) i 2024.